# Du bist mein
Du bist mein è un singolo della rapper kosovaro-svizzera Loredana e del rapper tedesco Zuna, pubblicato il 27 marzo 2020.

## Video musicale
Il video musicale è stato reso disponibile in concomitanza con l'uscita del brano.

## Tracce
Testi di Loridana Zefi, Ghassan Ramlawi e Jeon Arvani, musiche di SRNO.
1. Du bist mein – 2:40

## Classifiche
| Classifica (2020) | Posizione massima |
| ----------------- | ----------------- |
| Austria           | 2                 |
| Germania          | 1                 |
| Svizzera          | 3                 |